# Drucksondierung
Die Drucksondierung (Cone Penetration Test, CPT) ist ein Sondierverfahren zur Baugrunderkundung, bei dem ein Messkopf mit kegelförmiger Spitze mit konstanter Geschwindigkeit über ein Gestänge in den Boden gedrückt wird. Gemessen wird im Allgemeinen der Spitzendruck und die Mantelreibung, manchmal auch weitere Messgrößen wie der Porenwasserdruck. In diesem Fall wird der Versuch mit CPTU abgekürzt.

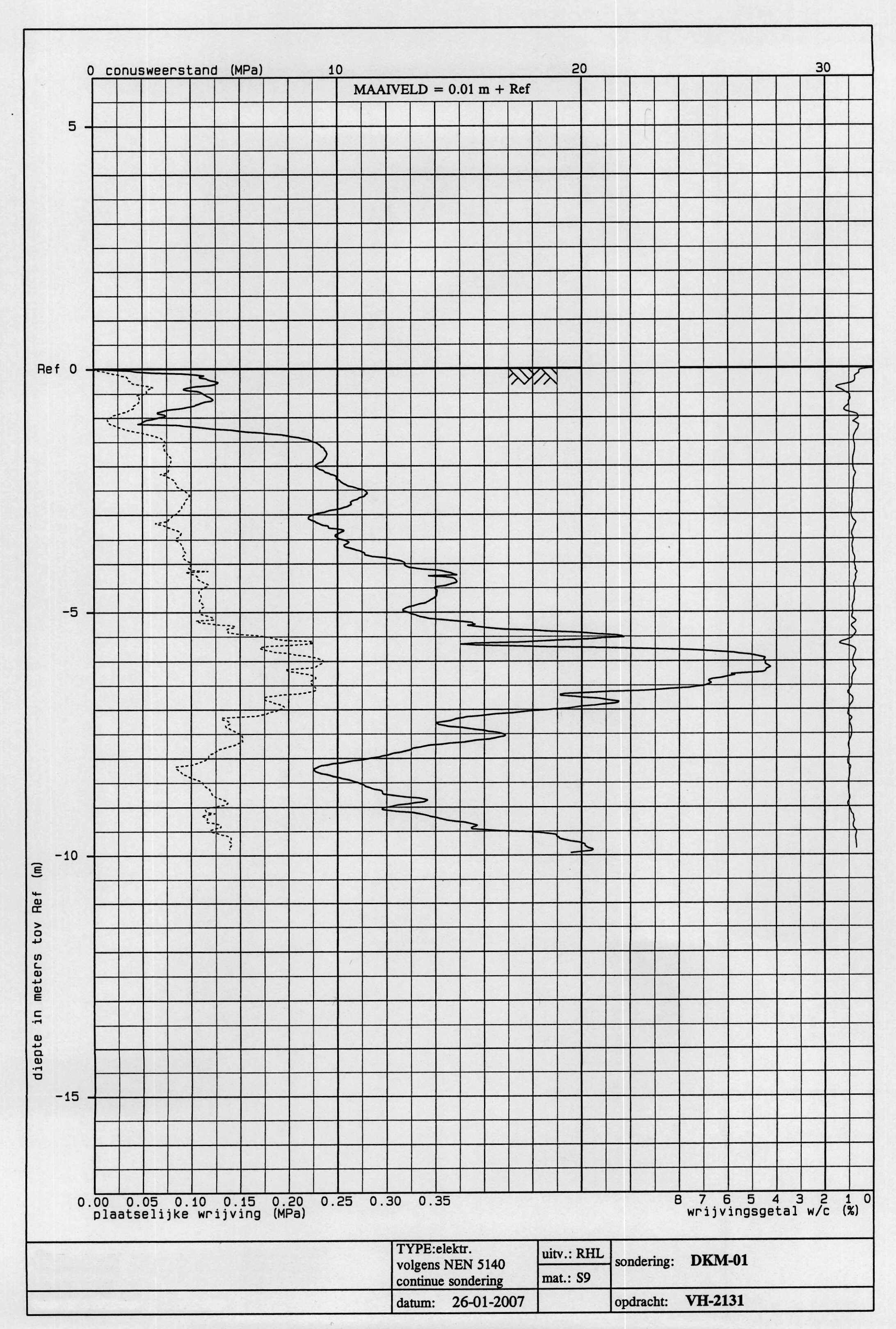
Drucksondierungsprotokoll, niederländisch, aufgetragen sind links Spitzendruck und Mantelreibung

## Normung
In Deutschland ist der Aufbau und die Durchführung der Drucksondierung in der Norm DIN EN ISO 22476-1 (früher in der Norm DIN 4094-1) geregelt.
Weitere Normen sind z. B. die US-amerikanischen Normen ASTM D 3441 und ASTM D 5778, die niederländische Norm NEN 5140, die schwedische Norm oder die Empfehlungen der ISSMGE, die die Grundlage für die EN ISO-22476-1 bildeten.

## Versuchsaufbau und -durchführung nach DIN 4094-1

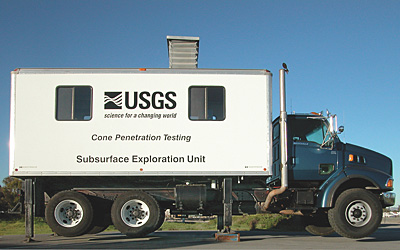
Spezial-Lastwagen des USGS zur Drucksondierung

Bei der Drucksondierung wird die Sonde mit kegelförmiger Spitze lotrecht mit 2 ± 0,5 cm pro Sekunde in den Boden gedrückt. Dabei sollen alle 2 cm Messwerte aufgezeichnet werden.

Beim CPT sind dies die Mantelreibung {\displaystyle f_{s}} und der Spitzendruck {\displaystyle q_{c}}. Beim CPTU wird zusätzlich noch der Porenwasserdruck {\displaystyle u} gemessen. Die Ergebnisse werden gewöhnlich in MPa angegeben.
Ausgeführt werden die Sondierungen an Land meist mit speziell umgerüsteten Lastwagen, die auch das Gegengewicht für die hydraulische Einpressung aufbringen. 100 kN (≈ 10 Tonnen) Auflast sind dabei erforderlich um bis zu einem Spitzendruck von ca. 50 MPa zu messen. Zunehmend werden doppelt so schwere Fahrzeuge verwendet.
Auf Grund der erforderlichen Ausrüstung werden Drucksondierungen meist durch geotechnische Spezialfirmen durchgeführt.

### Geometrie
Sonden mit einer Kegelgrundfläche von 10 cm² (CPT 10) und 15 cm² (CPT 15) sind nach DIN zulässig. Die Kegelgrundflächendurchmesser müssen dementsprechend 35,7 ± 0,3 mm und 43,8 ± 0,3 mm betragen. Der Öffnungswinkel des Kegels beträgt immer 60°. Die beim Eindrücken an der Spitze gemessene Kraft ergibt geteilt durch die Spitzengrundfläche den Spitzendruck.
Oberhalb der Spitze ist eine Reibungshülse angeordnet, die eine Oberfläche von 150 cm² (beim CPT 10) bzw. 225 cm² (beim CPT 15) hat. Analog zum Spitzendruck wird über die gemessene Kraft und die Oberfläche der Hülse die Mantelreibung ermittelt.

Statt einer separaten Mantelreibungshülse wurde die Mantelreibung früher auch aus der Differenz von Gesamtwiderstand und Spitzendruckwiderstand bestimmt. Dies ist in der aktuellen Norm aber nicht geregelt.

### Messungen
Die Kraftmessung kann elektrisch, mechanisch oder hydraulisch erfolgen. Heutzutage ist aber die elektrische Messung gängig. Die Genauigkeit der Messung ist vorgeschrieben und wird in manchen nationalen Normen in mehrere Klassen eingeteilt.
Des Weiteren gibt es Spezial-Messspitzen für die unterschiedlichsten Anwendungen wie seismische, radiometrische, Magnetometer- und chemische Untersuchungen.
Porenwasserdrücke werden mit einem Piezometer in dafür ausgelegten Messsonden aufgenommen (Piezocone), die je nach Lage des Porenwasser-Einlasses nach Typen eingeteilt werden. Je nach Typ hat der Einlass einen Einfluss auf die Spitzendruckmessung, sodass es erforderlich ist, den gemessenen Spitzendruckwert zu korrigieren.

## Auswertung
Aus dem Spitzendruck lassen sich direkte Rückschlüsse auf die Lagerungsdichte von nichtbindigen Böden ziehen.
Das Reibungsverhältnis (engl. friction ratio) {\displaystyle R_{f}={\frac {f_{s}}{q_{c}}}}
mit:
Mantelreibung (engl. sleeve friction) {\displaystyle f_{s}}
Spitzendruck (engl. cone resistance) {\displaystyle q_{c}}
gibt Hinweise auf die Bodenart (bindige oder nichtbindige Böden) und bei bindigen Böden auch auf die Konsistenz. Der Porenwasserdruck {\displaystyle u} gibt ebenfalls Hinweise auf die Bodenart. Weitere Bodenparameter, die aus der Drucksondierung abgeleitet werden können, sind zum Beispiel der Reibungswinkel nichtbindiger Böden, der Steifemodul und die undrainierte Scherfestigkeit bindiger Böden.

## Anwendungsgebiet
Die Drucksondierungen dienen zum Beispiel der Verdichtungskontrolle von Böden oder der Beurteilung der Tragfähigkeit für Pfahlgründungen aber auch allgemein dazu, sich einen schnellen Überblick über den Baugrundaufbau zu beschaffen. Anhaltspunkte für die Bodenklassifizierung aus CPT Daten veröffentlichte zum Beispiel Peter Robertson, der auch Mitautor einer Monographie über den CPT ist.
Der Einsatz (bzw. die Eindringtiefe) ist eingeschränkt bei sehr festen Böden und sehr dicht gelagerten Böden (allein schon wegen der maximalen Einpresskraft, die vom Gegengewicht des Geräts oder den Verankerungskräften bestimmt wird), Kiesschichten und Stein-Vorkommen im Boden, die nicht nur die Spitze beschädigen können, sondern auch zu nicht tolerierbaren Auslenkungen des Gestänges führen können.
Alternativen zu Drucksondierungen sind Rammsondierungen, die auch von kleineren Ingenieurbüros und Baufirmen durchgeführt werden können. In den USA ist auch der Standard Penetration Test verbreitet (in Deutschland ist die Variante der Bohrlochrammsondierung genormt).

## Geschichte
Die ersten Drucksondierungen wurden 1932 vom niederländischen Ingenieur P. Barentsen von der staatlichen Wasserbaubehörde Rijkswaterstaat entwickelt und deshalb auch Dutch Cone Test genannt. Sie hatten schon eine Basisfläche von 10 cm², maßen aber nur den Spitzendruck und waren rein mechanisch. Sie wurden von T. K. Huizinga, dem Leiter des von Keverling Buisman gegründeten Erdbaulabors in Delft, in den 1930er Jahren erprobt und eingesetzt.
Die ersten elektrischen Messungen erfolgten im Zweiten Weltkrieg bei der Degebo in Berlin. Unter Geschäftsführer R. Hoffmann wurde die Drucksonde (Degebo Sonde) während des Krieges entwickelt, was auch nach dem Krieg fortgesetzt wurde, unter anderem mit einer Spitzendruckmessung der Firma Maihak, die durch Dehnungsmessungen mit Hilfe einer schwingenden Saite arbeitete.
Ab 1948 wurde die Drucksondierung auch in den Niederlanden durch den städtischen Ingenieur Bakker in Rotterdam (Rotterdam Cone) weiterentwickelt. Hier wurde die Entwicklung insbesondere im Delfter Bodenmechanik Labor vorangetrieben.
1965 wurde eine elektrische Drucksondenspitze von der Firma Fugro in Zusammenarbeit mit niederländischen staatlichen Stellen entwickelt. Vorrichtungen zur Messung der Mantelreibung führte H. K. S. Ph. Begemann 1953 ein. Porenwasserdruckmessungen während CPT-Messungen wurden 1974 von Nilmar Janbu aus Norwegen und von John H. Schmertmann in den USA vorgestellt.
1975 wurden in Schweden und den USA (Wissa u. a.) in die CPT-Messspitze integrierte elektrische Piezometer entwickelt.
In den 1970er Jahren erlebte die Drucksondierung in Europa einen starken Aufschwung und ist heute auch über Europa hinaus weltweit im Vordringen, im Gegensatz zur in den USA viel verwendeten Standard Penetration Test.